# Государство Саффаридов
Государство Саффаридов (перс. سلسله صفاریان‎‎) — государство восточноиранского происхождения, правившая частями Большого Ирана с 861 по 1003 год. Одна из первых коренных персидских династий, возникших после арабского завоевания, династия Саффаридов была частью иранского интермеццо. Основателем династии был Якуб ибн Лейс, который родился в 840 году в небольшом городке под названием Карнин, который находился к востоку от Заранджа и к западу от Боста, на территории современного Афганистана. Уроженец Систана и местный айяр, Якуб работал медником (саффар), прежде чем стать военачальником. Он захватил контроль над регионом Систан и начал завоевывать большую часть Ирана и Афганистана, а также части Пакистана, Таджикистана и Узбекистана.
Саффариды использовали свою столицу Зарандж в качестве базы для агрессивной экспансии на восток и запад. Сначала они вторглись в районы к югу от Гиндукуша, а затем свергли династию Тахиридов, аннексировав Хорасан в 873 году. К моменту смерти Якуба он завоевал Кабульскую долину, Синд, Тохаристан, Мекран, Керман, Фарс, Хорасан и почти дошел до Багдада, но затем потерпел поражение от Аббасидов.
Династия Саффаридов просуществовала недолго после смерти Якуба. Его брат и преемник Амр ибн Лейс потерпел поражение в битве при Балхе от Исмаила Самани в 900 году. Амр ибн Лейс был вынужден уступить большую часть своих территорий новым правителям. Саффариды были ограничены своей сердцевиной Систана, и со временем их роль свелась к роли вассалов Саманидов и их преемников.

## Основание

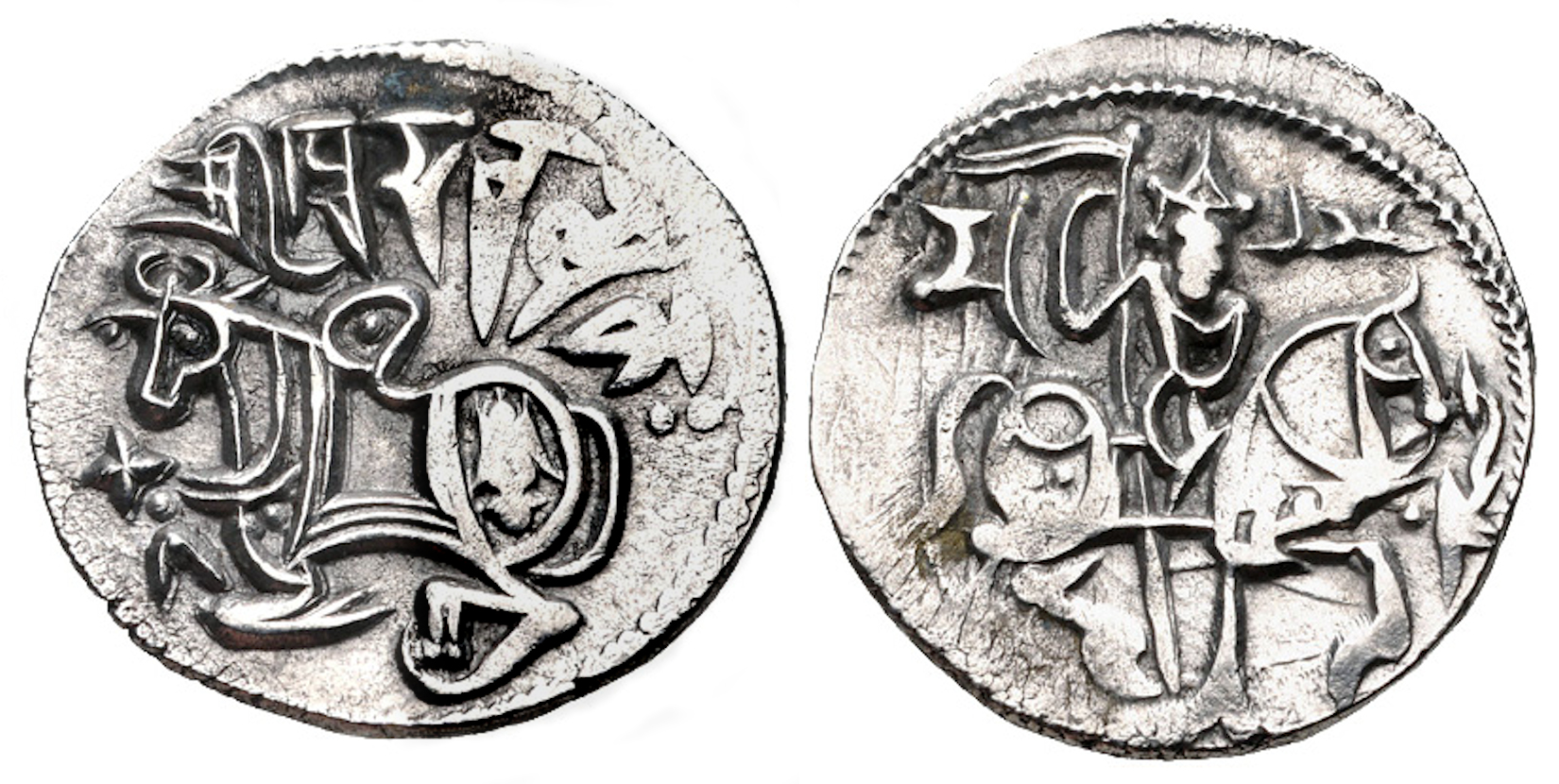
Чеканка монет саффаридского губернатора Кабула после захвата города, выпущенных около 870 года н.э. в Кабуле.

Династия началась с Якуба ибн Лейса, медника восточноиранского происхождения, который переехал в город Зарандж. Он оставил работу, чтобы стать айяром, и в конце концов получил власть действовать как независимый правитель. Из своей столицы Заранджа он двинулся на восток в аль-Рукхадж (Арахозия), Заминдавар и, в конечном счете, в Кабул, победив зунбиль и индусских шахов к 865 году. Затем он вторгся в Бамиан, Балх, Бадгис и Гор. Во имя ислама он завоевал эти территории, которыми преимущественно правили вожди буддийских племен. В ходе этой кампании он захватил огромное количество добычи и рабов. Из серебряных рудников в Панджшерском ущелье Саффариды могли чеканить серебряные монеты.

## Расширение
Тахиридский город Герат был захвачен в 870 году, и его кампания в регионе Бадгис привела к захвату хариджитов, которые позже сформировали контингент Джаш аш-Шурат в его армии. Затем Якуб обратил свое внимание на запад и начал нападения на Хорасан, Хузестан, Керман и Фарс. Затем Саффариды захватили часть южного Ирака, а в 876 году были близки к свержению Аббасидов, чья армия смогла отбросить их назад всего за несколько дней пути от Багдада. Однако эти вторжения вынудили халифат Аббасидов признать Якуба губернатором Систана, Фарса и Кермана, а Саффаридам даже были предложены ключевые посты в Багдаде.

## Падение

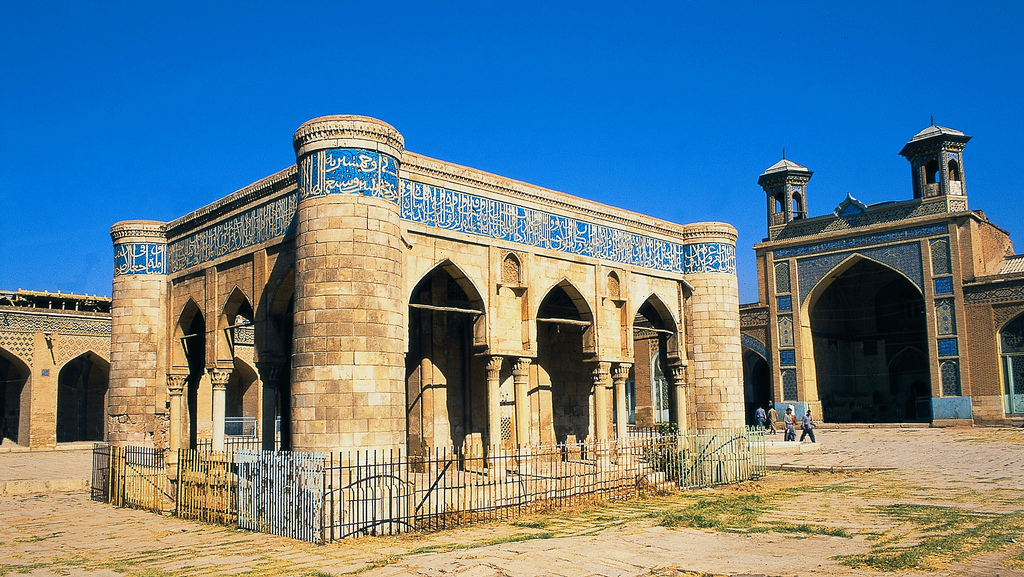
Мечеть Атик Джаме в Ширазе, основанная в 894 году.

В 901 году Амр ибн Лейс потерпел поражение от Саманидов в битве при Балхе, и они уступили им Хорасан. Саффариды были сведены к провинциям Фарс, Керман и Систан. В 908 году в Систане вспыхнула гражданская война между Тахиром ибн Мухаммад ибн Амром и претендентом аль-Лейсом б. Али. В последующие годы губернатор Фарса Себук-эри перешел на сторону Аббасидов. В 912 году Саманиды окончательно изгнали Саффаридов из Систана. Систан ненадолго перешел под контроль Аббасидов, но снова стал независимым при Саффариде Абу Джафаре Ахмаде ибн Мухаммаде; но теперь династия была незначительной силой, изолированной в Систане.
В 1002 году Махмуд Газневи вторгся в Систан, сверг Халафа I с престола и окончательно положил конец династии Саффаридов

## Культура
После исламских заваевании Саффариды наряду с Тахиридамы были первыми из местных династий которые способствовали возрождению персидской культуры и литературы на востоке иранского мира. Под их руководством восточный исламский мир стал свидетелем появления видных персидских поэтов, таких как Файруз Машрики, Абу Салик аль-Джирджани и Мухаммад бин Васиф аль-Систани, который были придворными поэтами Саффаридов.

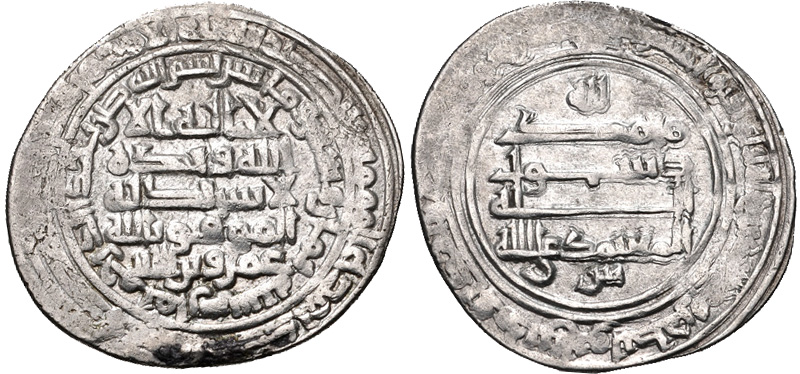
Серебренные монеты Саффаридов в период правления Амр ибн Лейса

Саффариды дали толчок возрождению новой персидской литературы и культуры. После завоевания Якубом Герата некоторые поэты отпраздновали победу на арабском языке, после чего Якуб попросил придворных поэтов составить эти стихи на персидском языке.

## Правители Саффаридов
| Титул правителя                        | Имя правителя | Период правления |
| -------------------------------------- | --- | ---------------- |
| Независимость от Аббасидского Халифата | |                  |
| Эмир أمیر‎ аль-Саффар медник الصفار‎     | Якуб ибн Лейс ас-Саффар یعقوب بن اللیث ‎                                                                               | 861—878, ум. 879 |
| Эмир أمیر‎                              | Амр ибн Лейс عمرو بن اللیث ‎                                                                                           | 879-901          |
| Эмир أمیر‎ Абуль-Хасан أبو الحسن‎        | Абу-ль-Хасан Тахир ибн Мухаммад طاھر بن محمد بن عمرو ‎ соправитель Абу Хафс Амр ибн-Якуб ибн-Мухаммад ибн-Амр ибн-Лейс | 901—908          |
| Эмир أمیر‎                              | Лейс ибн Али اللیث بن علي‎                                                                                             | 908—910          |
| Эмир أمیر‎                              | Абу Али Мухаммад ибн Али محمد بن علي‎                                                                                  | 910—911          |
| Эмир أمیر‎                              | Аль-Муаддаль ибн Али المعضل ابن علي‎                                                                                   | 911              |
| Эмир أمیر‎ Abu Hafs ابو حفص‎             | Абу Хафс Амр ибн-Якуб ибн-Мухаммад ибн-Амр ибн-Лейс عمرو بن یعقوب بن محمد بن عمرو‎                                     | 912—913          |
| Вассалы Саманидов 913—922 годов.       | |                  |
| Эмир أمیر‎ Абу Чафар ابو جعفر‎           | Абу Джафар Ахмад ибн-Мухаммад ибн-Халаф ибн-Лейс                                                                      | 922—963          |
| Эмир أمیر‎ Вали ад-Даула ولي الدولة ‎    | Вали ад-Даула Абу Ахмад Халаф ибн-Ахмад                                                                               | 963—1002         |

## Галерея

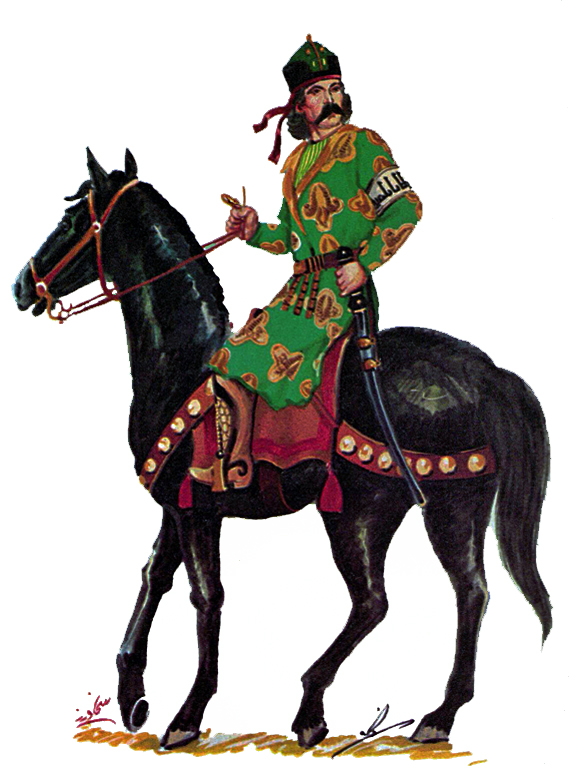
Саффаридский всадник
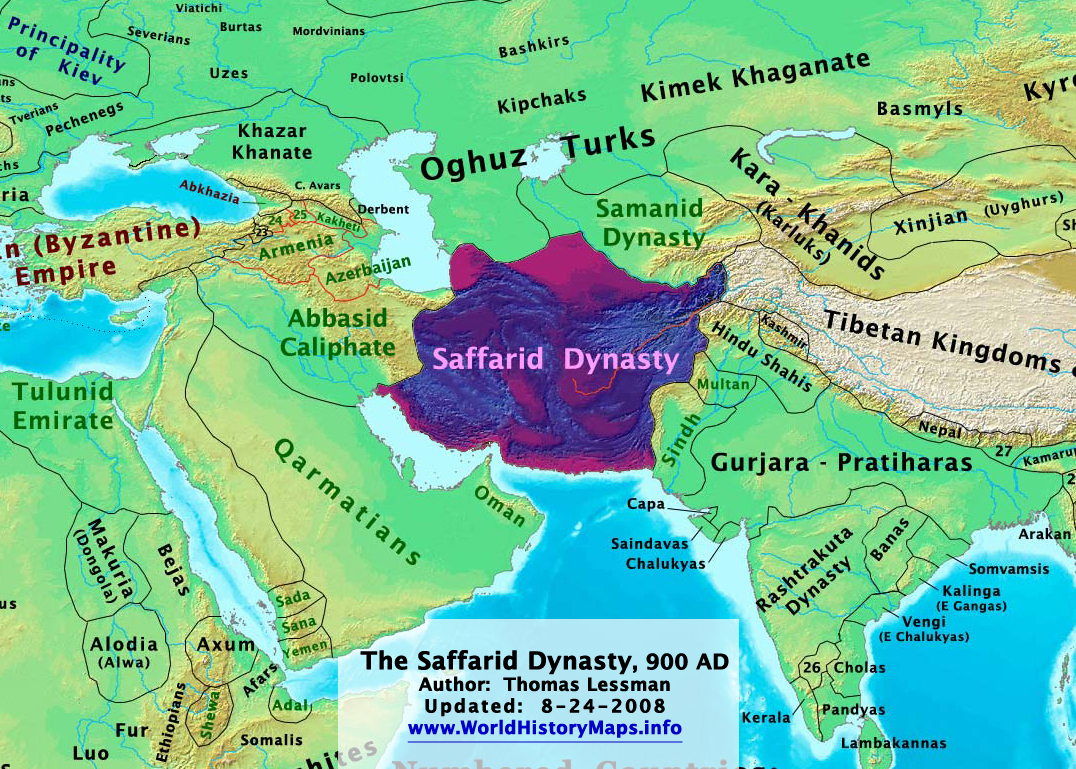
Государство Саффаридов на пике своего расцвета в 900 году н.э